# تافيستوك (قرية)
تافيستوك (بالإنجليزية: Tavistock) هي قرية صغيرة تقع غرب ديفون في انجلترا، على نهر تافي، يبلغ عدد سكانها إلى 11018 سنة 2001.

## تاريخ
يرجع تاريخ تافيستوك لسنة 961، أشهر سكان تافيستوك هو فرانسيس دريك
الذي كان من أشهر قائدي السفن وقت حكم الملكة إليزابيت الأولى.

## المناخ
يظهر الجدول التالي التغييرات المناخية على مدار السنة لتافيستوك:
| البيانات المناخية لـتافيستوك      | البيانات المناخية لـتافيستوك | البيانات المناخية لـتافيستوك | البيانات المناخية لـتافيستوك | البيانات المناخية لـتافيستوك | البيانات المناخية لـتافيستوك | البيانات المناخية لـتافيستوك | البيانات المناخية لـتافيستوك | البيانات المناخية لـتافيستوك | البيانات المناخية لـتافيستوك | البيانات المناخية لـتافيستوك | البيانات المناخية لـتافيستوك | البيانات المناخية لـتافيستوك | البيانات المناخية لـتافيستوك |
| الشهر                             | يناير                        | فبراير                       | مارس                         | أبريل                        | مايو                         | يونيو                        | يوليو                        | أغسطس                        | سبتمبر                       | أكتوبر                       | نوفمبر                       | ديسمبر                       | المعدل السنوي                |
| --------------------------------- | ---------------------------- | ---------------------------- | ---------------------------- | ---------------------------- | ---------------------------- | ---------------------------- | ---------------------------- | ---------------------------- | ---------------------------- | ---------------------------- | ---------------------------- | ---------------------------- | ---------------------------- |
| متوسط درجة الحرارة الكبرى °م (°ف) | 8 (46)                       | 8 (46)                       | 9 (48)                       | 12 (54)                      | 14 (57)                      | 17 (63)                      | 19 (66)                      | 19 (66)                      | 17 (63)                      | 14 (57)                      | 11 (52)                      | 9 (48)                       | 13 (55)                      |
| متوسط درجة الحرارة الصغرى °م (°ف) | 3 (37)                       | 3 (37)                       | 4 (39)                       | 5 (41)                       | 8 (46)                       | 11 (52)                      | 13 (55)                      | 13 (55)                      | 11 (52)                      | 9 (48)                       | 6 (43)                       | 4 (39)                       | 8 (46)                       |
| المصدر: Weather Channel           |                              |                              |                              |                              |                              |                              |                              |                              |                              |                              |                              |                              |                              |

## توأمة
لتافيستوك (قرية) اتفاقيات توأمة مع كل من:
- تسيله
- بونتيفي

## أعلام
- غراهام داو
- أندي هيكس
- فرنسيس دريك
- روث هاو
- أدا هيتشنز